# Queer as Folk (Fernsehserie, 2022)
Queer as Folk ist eine amerikanische Drama-Fernsehserie, die für Peacock produziert wird, wo sie am 9. Juni 2022 Premiere hatte. Es handelt sich um die dritte Serie des gleichen Namens, denn sie ist eine Neuinterpretation der 1999 geschaffenen Channel-4-Serie von Russell T. Davies, die zuvor in den USA von 2000 bis 2005 von Showtime adaptiert wurde. Im September 2022 wurde bekanntgegeben, dass die Serie nicht verlängert wird.

## Handlung
Die Serie dreht sich um eine in New Orleans lebende Gruppe von Freunden und Bekannten verschiedener queerer Identitäten. Als diese in dem Nachtclub Babylon feiern, geschieht ein Attentat mit Schusswaffe, worauf sich die Überlebenden mit Trauer und Trauma auseinandersetzen müssen.

## Figuren

### Hauptfiguren
- Der zentrale Protagonist der Serie ist der schwule Brodie Beaumont, der nach zwei Jahren Medizinstudium nach New Orleans zurückkehrt. Gerade in seiner ersten Nacht zuhause geschieht das Attentat und wird er Vater.
- Mingus (im Original mit dem Pronomen „they/them“) ist nichtbinär und geht noch zur High-school, unter anderem in den Englischkurs von Ms. O’Neil. Mingus interessiert sich sehr für Drag und will zur Dragschule gehen, um Dragqueen zu werden, worin Mingus Unterstützung durch Mutter Judy erhält. Im Babylon hatte Mingus gerade einen Auftritt auf der Bühne, als der Schütze hereinkam, und wurde von Brodie gerettet, der sich selbst eine Kugel einfing, worauf Mingus sich in ihn verliebt. Außerdem will Mingus danach Drag aufgeben. Aus der Schule ist Mingus’ bester Freund Jake.
- Ruthie O’Neil, Mingus’ Englischlehrerin, ist eine trans Frau und die beste Freundin von Brodie, mit dem sie auf einer katholischen Jungenschule zusammen war. Spricht eine Figur ihren Deadname aus, wird er durch Piepgeräusche zensiert. Ruthie führt eine Partnerschaft mit Shar.
- Shar (im Original mit dem Pronomen „they/them“) ist durch eine Samenspende von Brodie schwanger und bekommt in der Nacht des Attentats Zwillinge, die die Namen Flo und Jet erhalten.
- Noah Hernandez ist Brodies Ex-Freund, seitdem dieser gegangen war, und war in der Zwischenzeit eine Beziehung mit dessen bestem Freund Daddius Miller eingegangen, die er vor Brodie nach seiner Rückkehr geheim hielt, doch ist Daddius bei dem Attentat umgekommen. Noah lässt Brodie und seinen Bruder Julian bei sich einziehen und organisiert in seinem Haus eine neue Party für die queere Gemeinde.
- Julian Beaumont ist Brodies Bruder und hat (wie der Schauspieler der Rolle) Zerebralparese. Er ist ebenfalls schwul, was er Brodie bislang nicht gesagt hatte im Gegensatz zu ihren Eltern Brenda und Winston. Brodie will Julian helfen, in die schwule Szene einzusteigen, aber lernt auch, dass Julian bereits mehr ausprobiert hat, als er dachte.

### Nebenfiguren
- Brenda ist Juliens und Brodies Mutter sowie damit Flos und Jets Großmutter. Indem sie sich hin und wieder um diese kümmert, kommt sie Shar näher.
- Bussey ist eine Dragqueen und leitende Persönlichkeit der queeren Gemeinschaft in New Orleans, die im Babylon Dragshows und -kurse organisiert hat und dies auch bei Noahs neuer Party übernimmt.
- Marvin sitzt im Rollstuhl und setzt sich daher für Behindertenrechte und Barrierefreiheit an Orten der queeren Szene ein. Er bezahlt den Sexworker Ali, sie entwickeln aber Gefühle füreinander.
- Jack Cole Jordan ist ein schwuler Influencer, der nach der Tragödie eine Charity-Organisation einrichtet, sie aber vor allem zur eigenen Profilierung nutzt.

## Episoden
| Nr. | Deutscher Titel                     | Originaltitel               | Erstveröffentlichung USA | Deutschsprachige Erstveröffentlichung (D) | Regie             | Drehbuch                       |
| --- | ----------------------------------- | --------------------------- | ------------------------ | ----------------------------------------- | ----------------- | ------------------------------ |
| 1 | Babylon                             | Babylon                     | 9. Juni 2022             | 31. Juli 2022                             | Stephen Dunn      | Stephen Dunn                   |
| Brodie kehrt nach New Orleans zurück, besucht seine Familie, das Paar Ruthie und Shar, die durch seine Samenspende schwanger sind, und seinen Ex Noah, der mit Brodies besten Freund Daddius zusammen ist. Am Abend gehen Brodie und Noah in den Club Babylon zu einer Dragshow, auch Ruthie und Daddius kommen dorthin. Mingus lernt vor dem Club Marvin und Brodie kennen und tritt auf der Bühne als Fairuza Balk aus Der Hexenclub auf, gerade als ein Attentäter den Club betritt. Brodie, der Mingus das Leben gerettet hat, kommt mit einer Schusswunde ins Krankenhaus, wo Shar zeitgleich Zwillinge auf die Welt bringt; Daddius allerdings ist, wie ihm Noah mitteilt, umgekommen. |                                     |                             |                          |                                           |                   |                                |
| 2 | Geblockt                            | Blocked                     | 9. Juni 2022             | 31. Juli 2022                             | Satya Bhabha      | Jaclyn Moore & Brontez Purnell |
| Sechs Wochen später findet eine Mahnwache statt, zu der weder Brodie noch Ruthie gehen wollen. Während Brodie im Einkaufszentrum eine Panikattacke hat, bei der ihm Mingus hilft, wird sein Bruder Julian kurzzeitig wegen Cruising in einer Toilette festgenommen, wodurch Brodie erfährt, dass dieser auch schwul ist. Ruthie, die seit der Nacht Schwierigkeiten hat, einen Orgasmus zu bekommen, und Shar geben eine Schnullerparty für die Zwillinge, bei der Brodie eine taktlose Rede darüber hält, wie die Überlebenden behandelt werden. Während Brodie versucht, Julian ein Onlinedate zu besorgen, bietet Noah beiden an, bei ihm einzuziehen. Die fünf gehen doch zur Mahnwache, wo sie auch Mingus sehen. Schließlich schlafen Ruthie und Shar sowie Noah und Brodie wieder miteinander. |                                     |                             |                          |                                           |                   |                                |
| 3 | Will-kommen im Hellmouth            | Welcum to the Hellmouth     | 9. Juni 2022             | 7. Aug. 2022                              | Satya Bhabha      | Stephen Dunn & Des Moran       |
| Nachdem bei einer Gedenkveranstaltung Daddius’ Eltern, die seine Sexualität nicht akzeptiert hatten, ein Auto geschenkt bekommen haben, beschließt Brodie, dass sie die Toten mit einer Party feiern sollen, und überredet Noah, sie in seinem Haus stattfinden zu lassen. Während sie dekorieren, hinterlassen Unbekannte an der Hausfassade die Hassbotschaft „Die Faggots“, die den Namen der Party „Ghost Fag“ inspiriert. Damit Ruthie hingehen kann, erhält Shar Hilfe von Brodies Mutter Brenda mit den Zwillingen. Um Daddius trauernd wirft Noah Brodie vor, dass die Party nicht für die Toten, sondern nur für Brodie sei, der daraufhin wegläuft. Er landet bei Daddius’ Eltern und zündet das neue Auto an. Am Morgen begraben die Freunde Daddius’ Asche in einem Park und Noah sagt Brodie, dass sie nicht zusammen sein sollten, er aber weiter bei ihm wohnen kann. |                                     |                             |                          |                                           |                   |                                |
| 4 | #F*Ck Menschen mit Behinderung      | #F*ck Disabled People       | 9. Juni 2022             | 7. Aug. 2022                              | Brian Dannelly    | Ryan O’Connell & Alyssa Taylor |
| Ruthie und Shar feiern ihren Jahrestag in einem Edelrestaurant, während Brodie den Babysitter gibt, bei dem die Babies allerdings nicht einschlafen. Mingus geht zu Busseys Dragschule, aber ist nicht bereit, sich im Gruppenkreis emotional zu öffnen. Auf einer Sexparty für Menschen mit Behinderung im Ghost Fag wird Julian von dem gehörlosen Leo angesprochen und ausgeführt. Erst als der ihm nach dem Sex Geld überweist, erkennt Julian, dass Brodie ihm einen Sexarbeiter spendiert hat. Auch Marvin gönnt sich selbst einen Sexarbeiter, doch als er Ali weiter bezahlen will, gesteht dieser, sich in ihn verliebt zu haben. Als Brodie vorbeikommen muss, schlafen die Babies in einer Sexschaukel ein, worüber Shar sich aufregt. Nach der Party geben Julian und Noah sich der gegenseitigen Anziehung hin und Brodie und Mingus küssen sich. |                                     |                             |                          |                                           |                   |                                |
| 5 | Würg                                | Choke                       | 9. Juni 2022             | 14. Aug. 2022                             | Brian Dannelly    | Roxane Gay & Azan Mahmood      |
| Julian und Noah schlafen seit drei Wochen miteinander, ohne Brodie davon zu erzählen. Als Noah seine Arbeit kündigt, schlägt er vor, dass sie ausgehen sollten. Mingus will an seinem 18. Geburtstag Brodie sehen, der ihn aber ignoriert und stattdessen schon etwas im Ghost Fag – ein Drag-Wrestling – vorhat, was Mingus allerdings als Einladung versteht. Neben Mingus’ Freunden tauchen plötzlich aber auch weitere Hochschüler bei der Party auf. Shar hat einen Bandauftritt, während dem Ruthie babysittet; sobald Shar wieder da ist, geht Ruthie wiederum zum Drag-Wrestling. Betrunken stellt Mingus Brodie zur Rede und kämpft im Ring gegen ihn. Julian und Noah gehen nachts Flugzeuge am Himmel beobachten und in ein Restaurant, wo zuerst Noah gesteht, wie viel Julian ihm bedeutet. Zuhause tut es dann auch Julian. |                                     |                             |                          |                                           |                   |                                |
| 6 | Tu so, als ob du jemand anders bist | Pretend You’re Someone Else | 9. Juni 2022             | 14. Aug. 2022                             | Ingrid Jungermann | Jaclyn Moore & Sarah Link      |
| Weil eine Schülerin ein Video von Ruthie auf der Party geteilt hat, findet eine Disziplinaranhörung an der Schule statt. Am Tag, da das Urteil gegen den Schützen erwartet wird, fährt die Gruppe auf einem Mardi-Gras-Paradewagen mit, während Noah Julian zu einem Treffen mit seinem Vater mitbringt. Als Brodie erfährt, dass Ruthie nur beurlaubt wurde, freut er sich, alles sei in Ordnung, doch sie wirft ihm vor, egoistisch und selbstzerstörerisch zu sein. Im eskalierenden Streit rutscht ihm ihr Deadname heraus, sie wiederum verrät daraufhin, dass Noah und Daddius zusammen waren. Als Brodie später Noah damit konfrontieren will, dass er es weiß, missversteht Noah das und gesteht versehentlich stattdessen, dass er jetzt mit Julian zusammen ist. Rückblicke zeigen Brodie und Ruthie gemeinsam auf der katholischen Jungenschule, wo beide heimlich zusammen, aber ungeoutet waren. Sie planen Brodies Coming-out, indem sie als Paar auf einen Ball gehen wollen, doch dann trennt Ruthie sich. Brodie hilft ihr, ihm gegenüber ihre Transidentität einzugestehen, und gibt ihr ihren neuen Namen. |                                     |                             |                          |                                           |                   |                                |
| 7 | Problematica                        | Problemática                | 9. Juni 2022             | 21. Aug. 2022                             | Stephen Dunn      | Stephen Dunn & Ryan O’Connell  |
| Aus Rache nimmt Brodie die Pilze von Daddius’ Grab ein und verbringt daraufhin den Tag unter Halluzinationen, die ihn mit seinen Schuldgefühlen quälen. Julian und Noah haben ihre jeweils zwei besten Freunde zu einem gemeinsamen Essen geladen, doch als diese sich überrascht über die Partner äußern, ist Julian so verunsichert, dass beim Essen einiges schiefläuft. Nach einem HIV-Test geht Mingus ins verlassene Babylon und tanzt dort zu Rock ’n’ Roll Suicide, was Bussey beobachtet. Sie erzählen gegenseitig, dass sie HIV haben. Bussey will das Babylon kaufen und neu aufbauen. Während Ruthie auf die Babies aufpasst, geht Shar mit Brenda in eine Bar trinken, wo sie sich über ihre Beziehungen beklagen und schließlich miteinander rummachen. Brodie kreuzt bei Julian auf und wirft ihm vor, dass er sich in ihrer Kindheit unbeachtet gefühlt hat, weil alle immer nur Julian geholfen hätten, worauf sie sich fast prügeln. Shar geht zu Ruthie nach Hause, die weint, weil eines der Babies als erstes Wort „Mama“ gesagt hat; Brenda findet in ihrem Haus wiederum Brodie.                       |                                     |                             |                          |                                           |                   |                                |
| 8 | Sakrileg                            | Sacrilege                   | 9. Juni 2022             | 21. Aug. 2022                             | Stephen Dunn      | Des Moran & Maia Golden        |
| Bussey schlägt Brodie vor, dass sie den Club gemeinsam kaufen. Um den Sex mit Brenda zu verdrängen, macht Shar Ruthie einen Antrag, den sie annimmt, während Brenda wiederum auf ihrem Geburtstag verkündet, dass sie sich von ihrem Mann trennt und lesbisch sei. Die gesamte Gruppe nimmt an Busseys Abrissparty im Babylon teil. Brodie unterschreibt dort den Vertrag und kauft ein Flugticket nach Manchester. Auf der Bühne tritt Mingus als gefallener Engel zu Sacrilege von Yeah Yeah Yeahs auf, bricht aufgrund Erinnerungen an die Tatnacht aber in Tränen aus. Nachdem Brodie ihn tröstet, gehen sie dazu über, die alte Dekoration zu zertrümmern. Nach der Party reden Brenda und Shar miteinander und küssen sich, was Brodie sieht. Zuhause erzählt Mingus seiner Mutter von der HIV-Diagnose. Statt zum Flughafen fährt Brodie zu Ruthie und sagt ihr, dass er sie liebt und mit ihr zusammen sein will, worauf sie sich küssen. |                                     |                             |                          |                                           |                   |                                |

## Besetzung und Synchronisation
Die deutschsprachige Synchronisation entsteht nach Dialogbüchern von Werner Böhnke und Frank Preissler und unter der Dialogregie von Sven Fechner durch die postperfect GmbH in Berlin.
| Rolle            | Darsteller         | Synchronsprecher      |
| Hauptfiguren     | Hauptfiguren       | Hauptfiguren          |
| ---------------- | ------------------ | --------------------- |
| Mingus           | Fin Argus          | Jeremias Koschorz     |
| Shar             | CG                 | Elisa Bannat          |
| Ruthie O’Neil    | Jesse James Keitel | Nurcan Özdemir        |
| Julian Beaumont  | Ryan O’Connell     | Rajko Geith           |
| Noah Hernandez   | Johnny Sibilly     | Sven Fechner          |
| Brodie Beaumont  | Devin Way          | Michael Ernst         |
| Nebenfiguren     |                    |                       |
| Brenda Beaumont  | Kim Cattrall       | Katarina Tomaschewsky |
| Marvin           | Eric Graise        | Felix Isenbügel       |
| Bussey           | Armand Fields      | Arne Stephan          |
| Daddius Miller   | Chris Renfro       | Markus Manig          |
| Judy             | Juliette Lewis     | Bettina Weiß          |
| Jake             | Brandon Gilpin     |                       |
| Jack Cole Jordan | Benito Skinner     | Michael Gugel         |
| Ali              | Sachin Bhatt       |                       |
| Winston Beaumont | Ed Begley Jr.      |                       |

## Produktion

### Entwicklung
Im Dezember 2018 wurde bekannt gegeben, dass Bravo ein Reboot von Queer as Folk entwickelt, bei dem Stephen Dunn das Drehbuch schreiben und Regie führen soll, während Russell T. Davies als ausführender Produzent fungiert. Im August 2019 wurde bekannt gegeben, dass sich die Serie nun bei Peacock in der Entwicklung befindet. Im April 2021 bestellte Peacock die Serie.
Dunn hat angedeutet, dass diese Inkarnation der Serie direkt von Davies’ Originalserie als „Ausgangspunkt“ inspiriert wurde, und erklärte, dass er die Showtime-Adaption nicht berücksichtigt hat.
Dunn baute das Autorenzimmer zusammen, während er wegen des COVID-19 in der Wohnung seiner Mutter in St. John’s, Neufundland und Labrador, isoliert lebte. Bis auf einen Assistenten war das gesamte Autorenteam queer.

### Besetzung
Im August 2021 kam Jesse James Keitel in einer festen Rolle zur Serie. Im September 2021 kamen Candace Grace, Johnny Silbilly, Devin Way, Fin Argus und Ryan O’Connell in festen Rollen zur Serie. Im November 2021 kam Kim Cattrall in einer wiederkehrenden Rolle zur Serie. Im Dezember 2021 kamen Juliette Lewis, Ed Begley Jr, Armand Fields, Chris Renfro, Eric Graise, Sachin Bhatt und Benito Skinner in wiederkehrenden Rollen zur Besetzung. Im März 2022 wurde bekannt gegeben, dass Lukas Gage, Megan Stalter, Olli Haaskivi und Calvin Seabrooks in Gastrollen zur Besetzung gestoßen waren.

### Dreharbeiten
Die Hauptdreharbeiten begannen im Oktober 2021 in New Orleans, Louisiana.

## Veröffentlichung
Die Serie wurde am 9. Juni 2022 auf Peacock veröffentlicht. In Australien feierte die Serie am 10. Juni 2022 auf Stan Premiere. In Kanada wird die Serie ab dem 26. Juni 2022 auf Showcase ausgestrahlt, als Teil des Output-Deals von Corus Entertainment mit NBCUniversal für Peacock-Originalprogramme. Die Serie wurde von Starzplay für den Vertrieb in Großbritannien, mehreren kontinentaleuropäischen Ländern und Lateinamerika übernommen. In Großbritannien hatte sie am 1. Juli 2022 und in anderen Ländern wie Deutschland am 31. Juli 2022 Premiere.

## Rezeption
Die Kritikerseite Rotten Tomatoes meldete eine 84%ige Zustimmung mit einer durchschnittlichen Bewertung von 7,60/10, basierend auf 19 Kritikerbewertungen. Der Kritikerkonsens befindet, die Serie sei „übertrieben ausladend, aber vollgepackt mit liebenswerten Charakteren und kulturelle Resonanz, Queer as Folk aktualisiert erfolgreich einen Wendepunkt in der LGBTQ-Darstellung für eine neue Ära“ Metacritic, die einen gewichteten Durchschnitt verwendet, wies eine Punktzahl von 67 von 100 auf der Grundlage von 8 Kritiken zu, was auf „allgemein positive Bewertungen“ hinweist.

## Weblink
- Queer as Folk bei IMDb